# Joël Holmès
Pour les articles homonymes, voir Holmes.
Joël Holmès, pseudonyme de Joël Covrigaru ou Joël Covrigard, né le 1er août 1928 à Tighina (Bessarabie) et mort le 2 septembre 2009 à Créteil, est un auteur-compositeur-interprète français.

## Biographie
Originaire de Bessarabie, appartenant alors à la Roumanie, il immigre en France avec sa famille en 1934.
Ses parents, Michel Covrigaru et Hana Erlich, meurent en déportation à Auschwitz en 1942 et il se retrouve  seul à 14 ans,,. Joël Holmès exerce plusieurs métiers (électricien, représentant, photographe…) avant de suivre des cours de théâtre et débuter dans la chanson au Petit Conservatoire de Mireille. À partir de 1954, il chante ses chansons dans différents cabarets parisiens comme Milord l'Arsouille ou L'Écluse, aux côtés de Pia Colombo (qui chanta La Rue des Rosiers, chanson composée par Joël Holmès), Maurice Fanon, Georges Moustaki ou Jean Ferrat.
Sa victoire à l'émission Numéros 1 de demain, organisée par la station de radio Europe 1, lui permet d'enregistrer son premier disque.
Il obtient le Grand Prix de l'Académie Charles-Cros dans les années 1960.
En 1962, il participe au Festival de la chanson de Knokke-Heist.
Après un ultime disque en 1965, il abandonne la chanson.
Premier mari de Véra Belmont, de son vrai nom Hélène Gutemberg, il a avec elle un enfant, puis le couple divorce.

## Discographie

### EPs
- 1959 : La Pierre (Le Bal de quartier, La Vieille musique, Sur un bord de rive, La Pierre)
- 1959 : La Grande foraine (La Grande foraine, Il y a du chambard dans les marguerites, Dis-donc Pierrot, Au Quai du Point du Jour, Muguet frais)
- 1960 : Le cœur de Julie (Le cœur de Julie, Les souvenirs, La fille du meunier, Un océan d’amour)
- 1960 : La mer m’a donné (La mer m’a donné, C’était Johnny, Jean-Marie de Pantin, Brève rencontre)
- 1962 : La vie s’en va (La vie s’en va, Jupon vole, Le Valet, Triste Guitare)
- 1963 : Trois branches de lilas blanc (Trois branches de lilas blanc, La Noce à Eugène, L’Étang, Gardez vos filles)
- 1963 : Fromlock (La Romance, À tout choisir, La Carriole, Fromlock)
- 1965 : Qu’est-ce qui fait courir le monde? (Qu’est-ce qui fait courir le monde?, Je reviens, Quand deux enfants s’aiment, L’Amour)
- 1966 : Les Chemins de Rome (Je suis avec toi, Les Chemins de Rome, Si je m’écoutais, On n’a donc rien appris)

### LPs
- 1963 : Joël Holmes 1963
- 1963 : Mes premières chansons (1958—1963)
- 1964 : Joël Holmes
- 1965 : 12 chansons françaises